# 進め!おもしろバホバホ隊
進め!おもしろバホバホ隊（すすめ おもしろバホバホたい）は、かつてTBSラジオの平日夜の時間帯で放送されていた10代から若者向けのラジオ番組（ブロックワイド）。
1984年10月8日から1986年10月3日まで放送されていた。
タイトルの「バホバホ」とは、砂漠の中でカラカラに乾いた喉にきな粉を流し込んだ時に咳き込み、苦しむ極限状態を表現した所ジョージならではの造語であり、これと「面白さの極限状態」の意味を掛けたものであるという。

## 概要
スタート当初は月曜日から金曜日まで所ジョージがメインパーソナリティ。所はそれ以前に、1983年10月から同じTBSラジオの土曜日で『ヤングタウンTOKYO』と、その後継番組として1984年4月から放送された『所ジョージのホロホロ天国すんごいですね』に出演していたが、そこから起用された形となった。
電リクのコーナー（「おもバホ電リク 奇抜にる・る・るん!」）を設けており、その他名物クイズコーナー「クラス丸ごと雪だるまクイズ」、所お得意の替え歌、なぞなぞパロディのコーナーなどがあり、時々発せられる「これもん!」という言葉も名物となっていた。
埼玉県所沢市の所の実家から生放送したり、草津温泉の露天風呂から地元の芸者4人との混浴で生放送（1986年2月6日）など、スタジオを出て外からの放送も多かった。また、1986年当時は番組特製テレホンカードがはがき採用者の中から選ばれた5人に毎日贈られていた。
その後、所の多忙化などもあって1985年10月からは金曜日メインパーソナリティが柳沢慎吾に。1986年4月からは日替わりパーソナリティとなり、所の出演は月曜日だけとなった。
聴取率は、1985年12月のビデオリサーチ社の調べでは、『三宅裕司のヤングパラダイス』（ニッポン放送）が平均2.45%、『新てるてるワイド 吉田照美のふッかいあな』（文化放送）が平均2.4%、に対し『バホバホ隊』は平均1.02%となり、1986年10月の改編をもって終了した。
後番組は対象リスナー層をアダルト向けに定めた『ハローナイト』で、若者向け夜ワイド番組から一時撤退した。TBSラジオが若者向け夜ワイド番組を復活したのは当番組終了から 4年後に開始した『岸谷五朗の東京RADIO CLUB』である。

## 放送時間
- 毎週月曜日 - 金曜日：21:00 - 24:00 （1984年10月8日 - 1985年9月）
- 毎週月曜日 - 金曜日：21:00 - 23:45 （1985年10月 - 1986年3月）
- 毎週月曜日 - 金曜日：21:00 - 23:30 （1986年4月 - 同年10月3日）

## パーソナリティ
- 所ジョージ[6] - 1985年9月まで月 - 金の出演、同年10月から月 - 木、1986年4月からは月曜日のみの出演
- C-C-B（火曜日、1986年4月8日 - 9月30日）
- 夏木ゆたか（水曜日、1986年4月から）
  - 水曜日月替わりアシスタント（1986年4月 - 9月）
    - 西村知美（4月）
    - ポピンズ（5月）
    - 島田奈美（6月）
    - 藤井一子（7月）
    - 水谷麻里（8月）
    - 佐藤恵美（9月）
- ラサール石井（木曜日、1986年4月から）
- 柳沢慎吾（金曜日、1985年10月から）

## 主なコーナー

### 所ジョージ
オープニング
所のフリートーク。「やっか!」のセリフをきっかけにオープニングテーマが流れる。
行け行けバホバホ隊ラジャー／バホバホテレフォン
オープニング直後に放送されたリスナーとの電話雑談コーナー。
クラス丸ごと雪だるまクイズ
電話によるクイズコーナー。リスナーはクラスメート3人一組で出場する。1問1,000円の個人戦のクイズ6問で基本賞金を決定した後、3人で相談できる「雪だるまクイズ」に挑戦。正解すれば賞金倍増で続けて挑戦でき（やめてもよい）、不正解ならば賞金が半減されて終了となる。番組内で獲得された最高賞金は16万円。「家族丸ごと」のバージョンもあった。コーナーテーマ曲は所が歌う『組曲 冬の情景』（「雪だるまってまんまるい」の歌詞を使用）。
後に、1994年度のTBSラジオの夜ワイド番組『恋する電リクBINGO BONGO』において「倍々バナナクイズ」としてリメイクされていた。
ばんぼんアイドル
週替わりで女性アイドルが出演し、自身の近況や新曲を放送した。
所さんの「あ、時間だ!」
10時直前のフリートークコーナー。必ず「あ、時間だ!」で締め、10時の時報を迎える。
おもバホ電リク 奇抜にる・る・るん!
10時台最初のコーナー。電話リクエストや、それに添えられたメッセージの紹介。
トコちゃんと悩めるラクダたち
トコちゃんのハッピートーク／所ジョージのトーキングブック
ゲストを迎えてのトークコーナー。
足掛け2時間スタッフクイズ
11時の時報直前に始まるクイズコーナー。タイトルはかつてニッポン放送で放送された『所ジョージの足かけ二日大進撃』にかけてある。基本ルールは「雪だるまクイズ」と同じだが、出場者が一人であることと、基本賞金を決定するのがスタッフのプライベートに関する選択式のクイズ（1問500円、全5問）になっていることが異なる。
トコちゃんセンター11時
毎週一つのテーマを設けて、あらゆる角度からのデータや情報を紹介する。社会ネタから性知識まで、幅広いテーマを扱っていた。
バホバホ人間マップ
リスナーによるはがき投稿コーナー。優秀作には賞金5,000円が贈られた。一時期スポンサーがついていたが、スポンサーが離れてからは「TBSの太っ腹」による提供のコーナーと紹介された。
私はコレで（コレもんで）やめました
替え歌ドンシャラリ
新・所辞典
なぞなぞなーに?
バホバホ芸能選手権
リスナーが歌や芸を披露するコーナー。所とスタッフが採点した。
権太原満作の冒険
呪文の時間
タクシー向けクイズ
清水劇場
清水ミチコが様々なネタ（ものまねメイン）を披露。
ありがとうトコちゃん
エンディングコーナー。

### その他
電話でデート（C-C-B）
愛のカウンセリング教室（C-C-B）
浜っ子ダイス（C-C-B）
C-C-Bドラマ
C-C-Bのメンバーが出演のラジオドラマコーナー。
アイドル出題瞬間クイズ（夏木）
現役1浪10浪（ラサール）
大学潜入リポート（ラサール）
受験裏ワザ（ラサール）
痛恨の球根（ラサール）
私の苦手なもの（ラサール）
スタッフ学力ダービー（ラサール）
大学人気ランキング（ラサール）
リスナーからの投票により、大学のランキングを決めるコーナー。単純に届いた葉書の枚数をカウントして順位を決めていた。たった1票のものもほとんど番組内で紹介されている。初期は図書館情報大学在学生の健闘により同大学が上位に位置することが多かった。また「大学」なのに高校がランクインすることもあり、特に群馬県立富岡高等学校が有名であった。当初はちゃんと大学のランキングになっていたが、「大学イモ」がエントリーされるようになった頃からネタが多くなり、末期は「ちゃんとした大学人気ランキング（大学のみエントリーされる）」の後でそのようなネタのランキングを発表するようになった。
風雲!慎吾城ゲーム（柳沢）
『痛快なりゆき番組 風雲!たけし城』（TBSテレビ）よりタイトルを拝借。ロールプレイングゲームのような方式で、電話出演するリスナーが各ポイントごとに設けられた選択肢で良い方を選び、“勇者”を進めて行くゲーム。
ヒヒヒン小僧物語（柳沢）
学園祭情報（六川洋一）

## 箱番組
- 良川先生と悪川先生（21:20 - 21:30頃） - 柳葉敏郎と武野功雄が出演。
  - 「良川」「悪川」とは当時2人が出演していた『欽ドン!良い子悪い子普通の子おまけの子』（フジテレビ）でのキャラクター名である。
- シブがき隊の青春キャッチボール（21:50 - 22:00頃→22:20 - 22:30頃）
- 進め!少女隊（22:25 - 22:35頃→23:20 - 23:30頃）
- 竹中直人の不思議な夜です（23:30 - 23:40頃）
- 所ジョージと小泉今日子の おしゃれのれ!（22:30 - 22:45頃→22:25 - 22:40頃）
- C-C-Bのカラフルココナッツ（21:40 - 21:50頃）
- コサキンワールド〜なんでもねんだよゲベロッチョ!〜（23:05 - 23:20頃）
- 関根勤のワン・ツー・パンチ!（21:45 - 21:55頃）

## 主なスタッフ
- チーフ・ディレクター:永田守
- 構成作家
  - 鶴間政行
  - 妹尾匡夫 - 後に『岸谷五朗の東京RADIO CLUB』、『夜な夜なニュースいぢり X-Radio バツラジ』などを担当
  - 吉野晃章

## ノベルティ
- バホバホ隊報
- バホバホ維新団団員証
- 名誉隊員カード（金色地のカードではがきが50枚採用されると送られてくる）
- 特別隊員証（銀色地のカードではがきが10枚採用されると送られてくる）
- バホバホ隊員カード（白地のカードではがきが採用されると送られてくる）
- バホバホ巾着袋
- 番組オリジナルTシャツ、トレーナー、ウエストポーチ、シール、テレホンカード
- TBS専用ラジオ
- TBSロゴ入りタオル
- 所ジョージオリジナルシール

など